# Вольдемарас, Аугустинас
Аугусти́нас Вольдема́рас (лит. Augustinas Voldemaras, 4 [16] апреля 1883, дер. Дисна, Свенцянский уезд, Виленская губерния, Российская империя, в настоящее время — Игналинский район Литвы — 16 декабря 1942, Москва) — литовский учёный, политический деятель, основатель литовского фашистского движения «Железный волк». Профессор историко-филологического факультета Пермского университета (1916—1919), первый премьер-министр Литовской Республики в 1918 и в 1926—1929 годах.

## Ранние годы: Санкт-Петербург и Пермь
Из дворянской семьи. Окончил гимназию в Санкт-Петербурге с золотой медалью (1904) и историко-филологический факультет Петербургского университета (1909). Сдал магистерский экзамен (1910), в 1911—1914 гг. — приват-доцент университета. Стажировался в Италии и Швеции (1914—1915).
В сентябре 1916 года вместе с группой молодых талантливых учёных был зачислен в штат историко-филологического факультета Пермского отделения Императорского Петроградского университета (позже — Пермского университета) в качестве экстраординарного профессора.
В 1916-17 учебном году преподавал на кафедре всеобщей истории, вёл занятия по древним языкам на кафедре классической филологии, а также по английскому языку. За «отличную усердную службу» в январе 1917 года был награждён орденом Св. Станислава III степени, а в августе того же года был утверждён профессором Пермского университета.
Являлся полиглотом, владел многими языками (немецким, английским, русским, шведским, итальянским, польским, французским и дpугими).

## Политическая деятельность
Был одним из учредителей Партии прогресса литовской нации (лит. Lietuvių tautos pažangos partija, 1916). Участвовал в Петербургском литовском сейме (май — июнь 1917), примыкал к его правому крылу. В сентябре 1917 года участвовал в конгрессе народов России в Киеве. Участвовал также в мирных переговорах с Германией и её союзниками в Бресте в январе 1918 года, формально входя в качестве советника в состав делегации Украинской Народной Республики, после чего уехал в Германию.

## Глава правительства
В конце 1918 года вернулся в Литву и был кооптирован в Государственный Совет Литвы (лит. Lietuvos Valstybės Taryba). Президиум Государственного Совета 11 ноября 1918 года утвердил первое временное правительство Литвы из шести министров под руководством Вольдемараса. Руководил I кабинетом министров до 26 декабря 1918 года, одновременно исполняя обязанности министра иностранных дел, некоторое время также министра обороны. В связи с наступлением на Вильно красных частей уехал в Германию.
В правительстве Миколаса Слежявичюса (26 декабря 1918 — 12 марта 1919), Пранаса Довидайтиса (12 марта 1919 — 12 апреля 1919), затем в IV и V правительствах (12 апреля 1919) — 19 июня 1920) был министром иностранных дел.
Являлся председателем делегации Литвы на Парижской мирной конференции (1919), где предъявил претензии Латвии на Палангу и Илукстский край. В ответ на отказ латвийской делегации признать это требование выдвинул требование «особых интересов Литвы в Латгалии» и гарантий особых привилегий в Либаве и Двинске, угрожая референдумом в последнем. Вольдемарас в довольно грубом тоне обозначил курс национальной дипломатии на учет не этнических, а конфессиональных принципов: в Илуксте большинством населения были католики, как и литовцы. Принадлежность Латгалии к Литве обосновывалась также на исторических корнях Инфлянтии как части Речи Посполитой. В литовской прессе зазвучали призывы обеспечить доступ к Даугаве и Лиепайскому порту, с угрозой в противном случае закрыть границы и выслать из Литвы всех латышей. В Литве в то время были популярны идея восстановления Речи Посполитой от Балтийского моря до Чёрного, хотя поляки не собирались уступать литовцам этой роли, что впоследствии привело к военному конфликту.

## Преподаватель
С 1920 года преподавал на Высших курсах в Каунасе, на основе которых вскоре был открыт Литовский университет (впоследствии Университет Витаутаса Великого). Профессор Литовского университета (1922—1926). В 1923 году за статью политического содержания был на месяц заключён в Вайрняйский трудовой лагерь.

## Лидер таутининков
Стал одним из учредителей партии таутининков — националистической партии Союз литовских националистов (лит. Lietuvių tautininkų sąjunga, 1924). Избирался от этой партии в III Сейм (1926; распущен 12 апреля 1927).
В 1927 году основал литовское фашистское движение «Железный волк».

## Военный переворот в Литве
Один из инициаторов государственного переворота и стал премьер-министром XIV правительства (1926—1929), одновременно министром иностранных дел и с 22 ноября 1928 г. временно исполняющим обязанности министра обороны.
6 мая 1929 года на него было совершено покушение. Из-за разногласий с другими лидерами литовских националистов в 1929 году он был выведен из правительства. В конце 1929 года был выслан в Платяляй и затем жил под надзором полиции в Зарасае.

## Поздние годы
Участник путча 7-8 июня 1934 года, предпринятой организацией «Железный волк»; после провала был приговорён к 12 годам тюремного заключения. В 1938 году в связи с двадцатилетием литовского государства был амнистирован и выслан за границу.
Вернулся в июне 1940 года в Литву, уже занятую советскими войсками. Был арестован литовскими советскими органами. Жил в Орджоникидзе как ссыльный, затем был арестован и заключён в тюрьму в Москве. Неясные обстоятельства возвращения и жизни в СССР позволяли некоторым исследователям, опиравшимся к тому же на письма Вольдемараса, выдвигать предположение о его давнем сотрудничестве с советской разведкой. В частности, бывший сотрудник НКГБ А. Славинас писал: «Аугустинас Вольдемарас — жил в Париже на пенсию от правительства Литвы. Привлечён резидентурой ИНО НКВД к сотрудничеству с советской разведкой».
В декабре 1942 года скончался в московской Бутырской тюрьме.